# Laroche-Saint-Cydroine
Laroche-Saint-Cydroine è un comune francese di 1 438 abitanti situato nel dipartimento della Yonne nella regione della Borgogna-Franca Contea.

## Società

### Evoluzione demografica
Abitanti censiti